# プリシュティナ
プリシュティナ（アルバニア語: Prishtina（定形）/ Prishtinë（不定形）、セルビア語: Приштина / Priština、英語: Pristina）は、コソボの首都および基礎自治体。2008年にセルビアからの独立を宣言したコソボ共和国の首都と定められているが、セルビアはコソボ共和国の独立を認めておらず、コソボ・メトヒヤ自治州の州都としている。
近隣の都市としては、約95キロメートル北東のニシュ、約80キロメートル南のスコピエ（北マケドニア共和国の首都）などが挙げられる。1990年代のコソボ紛争で深刻な打撃を受け、現在も復興の途にある。
基礎自治体（コムーナ / オプシュティナ）としてのプリシュティナの面積は524平方キロメートル、人口19.8万人。プリシュティナ都市部は14.5万人（2011年国勢調査）。コソボで最も人口の多い都市である。

## 人口
- オスマン帝国時代は、長く人口2000人程度の状態が続き、20世紀初頭に入っても1万人程度でしかなかった。
- ユーゴスラヴィア王国時代には1.8万人ほどで、人口の41%がトルコ人、31%がセルビア人、13%がアルバニア人であった。
- ユーゴスラビア社会主義連邦共和国時代では、
  - 1953年  人口24,229人で、アルバニア人が37%、セルビア人が33%。
  - 1961年  人口38,593人で、アルバニア人が49%、セルビア人が38%。
  - 1981年  人口108,083人で、アルバニア人が70%、セルビア人が19%。

と推移した。
現在の正確な人口統計はないが、2004年には人口が500,000人を超えたと推定される。
民族構成は、1991年には15%ほどいたセルビア人が1999年以降、急速に減少し、アルバニア系住民が2004年には98%を占めるに至った。ただし、コソボ紛争の際に多くのアルバニア系住民が殺害された。また紛争終結後はセルビア人が虐殺された。その他の民族としては、セルビア人、ロマ人などが少数いた。街の中心広場には、中世アルバニアの民族的英雄であるスカンデルベクの像が置かれている。

## 地勢

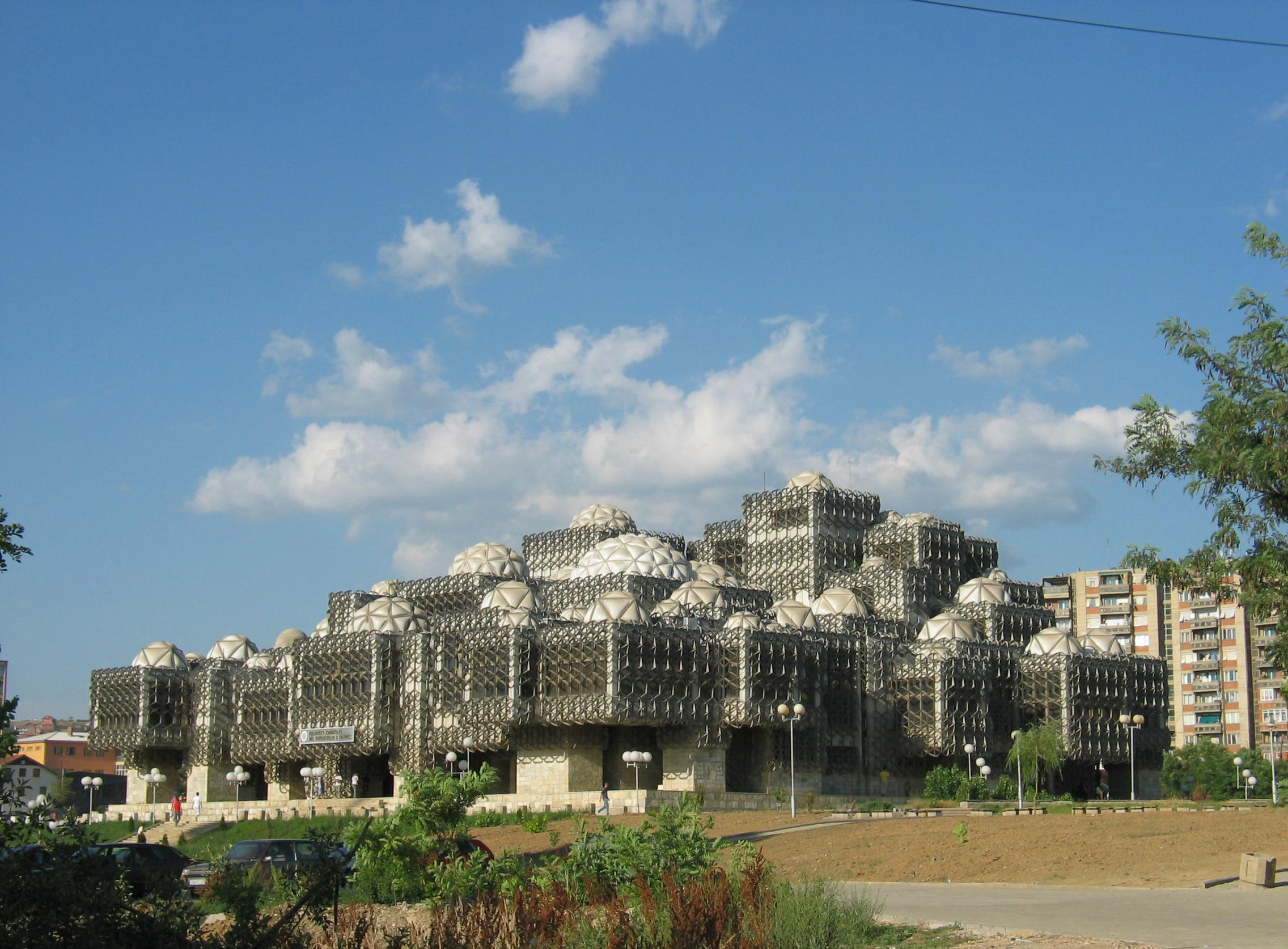
国立公共図書館

コソボの北東部に位置し、セルビア中央部とを隔てるGoljak山地にある。市内を流れる川は無い。近年は市域は郊外に拡大している。
公園や商業施設に乏しい町であったが、近年は都市計画に従って整備が進められている。マザー・テレサ広場やいくつかの整備された公園が造られた。道路の舗装や植樹、公共施設の洗浄や修繕も進んでいる。

## 歴史
東ローマ帝国時代にユスティニアヌス1世によって、今日のプリシュティナの南のリプリャンにUlpianaという町が作られた。ローマの衰退で、代わってプリシュティナが誕生、その後、バルカン半島の交通の要衝に位置しているため交易都市として発展した。

### 中世から近代
ネマニッチ朝・ブランコヴィチ朝などセルビア王国の都であり、セルビアの重要都市として発展した。1389年のコソボの戦いでオスマン帝国にセルビア王国が敗れ、1459年には全セルビアがイスラーム勢力の統治下におかれた。敗北したものの、この時にオスマン帝国のムラト1世を死へと追いやっており、近代にはいると、このコソヴォの戦いがセルビア民族主義者によって神話化されることになる。その後、スラブ人・アルバニア人の住民のイスラム教への改宗が進む。オスマン帝国の支配下では、バルカン半島におけるキリスト教信仰は一定の範囲内で尊重された。しかし、17世紀から18世紀にかけて、主に宗教的な理由から、この地のセルビア人がオーストリア領へと移住し、人口が希薄となった地域にムスリムのアルバニア人が移住。そのため、中世史においてこの地はセルビアと結びつけられるが、民族的にはアルバニア人が居住している、という現在の構造が形成された。19世紀末より、プリシュティナなどでアルバニア人の民族運動も高まる。1872年、アルバニア人がプリズレン連盟を結成、1912年の第1次バルカン戦争の結果、アルバニアが独立すると、プリシュティナはその版図に組み込まれる。しかし、列強はアルバニアをセルビア王国、次にユーゴスラビア王国に譲り渡し、アルバニア人の自治はいっさい奪われた。そのため、アルバニア人にとってもこの地域が民族運動の象徴となった。第一次世界大戦前は、セルビア人の迫害で、多くのアルバニア人住民がトルコに逃れた。こうして、のちに勃発するコソボ紛争の下地が作られていった。

### 2つの世界大戦とコソボ紛争

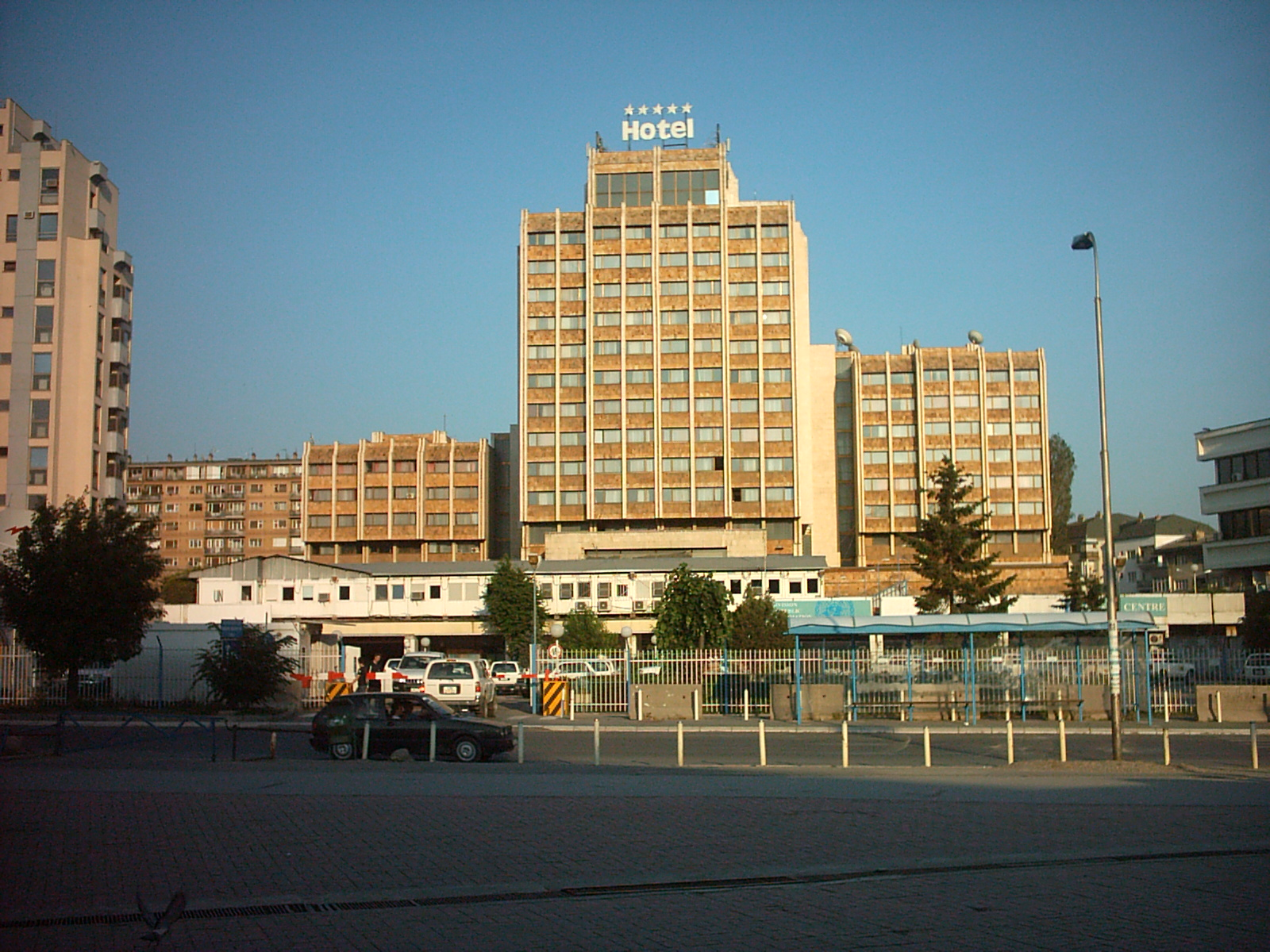
共産党時代に建てられたグランドホテル

第一次世界大戦中はオーストリア軍に占領されるが、戦後セルビアの支配に戻る。セルビアは、セルブ・クロアート・スロヴェーヌ王国に発展。戦間期に王国はユーゴスラヴィア王国と改称、プリシュティナもユーゴスラヴィアの支配下におかれた。第二次世界大戦中は、イタリア軍、ついでナチス・ドイツに占領されるが、1944年にパルチザンによって解放される。
1946年、コソボ自治州の州都となり、人口も増加、中でも最も増加したのはアルバニア系住民であった。1980年には人口の70%はアルバニア人が占めるに至った。自治政府はユーゴスラビア共産党のアルバニア人党員が支配したが、政情不安は常につきまとった。1970年にはプリシュティナ大学が創設される。
第二次世界大戦後のユーゴスラビア社会主義連邦共和国を率いたヨシップ・ブロズ・チトーが1980年に死去すると、セルビア内で民族主義が高揚する。プリシュティナでは、経済不況や食糧不足でアルバニア人の暴動が頻発する。1989年、セルビアの大統領・スロボダン・ミロシェヴィッチが自治を制限、アルバニア語の使用が制限されアルバニア系住民が多くの職場から排斥されると、コソボのユーゴスラビアからの分離を求める運動が激化する。イブラヒム・ルゴヴァに指導されたコソボ民主連盟が結成される。これに対してセルビア政府は強硬策で臨んだ。1996年からはコソボ解放軍による武装闘争が開始されるが、プリシュティナは当初は平穏であった。1999年3月、コソボ紛争が本格化すると、プリシュティナは戦場と化す。4月、NATOの空爆が開始されると、市内のあちこちで虐殺行為が展開された。多くの住民がマケドニア共和国方面に脱出、その数は、アメリカ合衆国国務省の推定で1999年の5月だけで100,000人にのぼる。コソボ紛争終結後は、40,000人いたセルビア人の多くがプリシュティナを離れたが、市内に留まった者の多くは、今度はアルバニア系住民の報復に怯えることになり、2009年にはプリシュティナから全てのセルビア系住民がいなくなった、と言われる。また、紛争でロマ人も多くが市を離れた。国際連合コソボ暫定行政ミッション（UNMIK）の本部が置かれている。

## 気候
ケッペンの気候区分によると、プリシュティナの気候は西岸海洋性気候（Cfb）に属する。
北緯42度の山岳地帯に位置するにもかかわらず、北大西洋海流の影響により、冬季の気温が高い。低緯度である北緯35度から北緯40度に位置する飛騨地方や長野県、東北地方内陸部よりも冬季の平均最低気温が高く、降雪量も少ない。
| プリシュティナの気候                                             | プリシュティナの気候 | プリシュティナの気候 | プリシュティナの気候 | プリシュティナの気候 | プリシュティナの気候 | プリシュティナの気候 | プリシュティナの気候 | プリシュティナの気候 | プリシュティナの気候 | プリシュティナの気候 | プリシュティナの気候 | プリシュティナの気候 | プリシュティナの気候 |
| 月                                                               | 1月                  | 2月                  | 3月                  | 4月                  | 5月                  | 6月                  | 7月                  | 8月                  | 9月                  | 10月                 | 11月                 | 12月                 | 年                   |
| ---------------------------------------------------------------- | -------------------- | -------------------- | -------------------- | -------------------- | -------------------- | -------------------- | -------------------- | -------------------- | -------------------- | -------------------- | -------------------- | -------------------- | -------------------- |
| 最高気温記録 °C （°F）                                           | 15.8 (60.4)          | 20.2 (68.4)          | 26.0 (78.8)          | 29.0 (84.2)          | 32.3 (90.1)          | 36.3 (97.3)          | 39.2 (102.6)         | 36.8 (98.2)          | 34.4 (93.9)          | 29.3 (84.7)          | 22.0 (71.6)          | 15.6 (60.1)          | 39.2 (102.6)         |
| 平均最高気温 °C （°F）                                           | 2.4 (36.3)           | 5.5 (41.9)           | 10.5 (50.9)          | 15.7 (60.3)          | 20.7 (69.3)          | 23.9 (75)            | 26.4 (79.5)          | 26.7 (80.1)          | 23.1 (73.6)          | 17.1 (62.8)          | 10.1 (50.2)          | 4.1 (39.4)           | 15.5 (59.9)          |
| 日平均気温 °C （°F）                                             | −1.3 (29.7)          | 1.1 (34)             | 5.0 (41)             | 9.9 (49.8)           | 14.7 (58.5)          | 17.8 (64)            | 19.7 (67.5)          | 19.5 (67.1)          | 15.9 (60.6)          | 10.6 (51.1)          | 5.1 (41.2)           | 0.4 (32.7)           | 9.8 (49.6)           |
| 平均最低気温 °C （°F）                                           | −4.9 (23.2)          | −2.8 (27)            | 0.2 (32.4)           | 4.2 (39.6)           | 8.5 (47.3)           | 11.4 (52.5)          | 12.5 (54.5)          | 12.3 (54.1)          | 9.4 (48.9)           | 5.0 (41)             | 0.9 (33.6)           | −3.1 (26.4)          | 4.4 (39.9)           |
| 最低気温記録 °C （°F）                                           | −27.2 (−17)          | −24.5 (−12.1)        | −14.2 (6.4)          | −5.3 (22.5)          | −1.8 (28.8)          | 0.5 (32.9)           | 3.9 (39)             | 4.4 (39.9)           | −4.0 (24.8)          | −8.0 (17.6)          | −17.6 (0.3)          | −20.6 (−5.1)         | −27.2 (−17)          |
| 降水量 mm （inch）                                               | 38.9 (1.531)         | 36.1 (1.421)         | 38.8 (1.528)         | 48.8 (1.921)         | 68.2 (2.685)         | 60.3 (2.374)         | 51.6 (2.031)         | 44.0 (1.732)         | 42.1 (1.657)         | 45.4 (1.787)         | 68.2 (2.685)         | 55.5 (2.185)         | 597.9 (23.539)       |
| 平均降水日数 （≥0.1 mm）                                         | 13.6                 | 12.3                 | 11.4                 | 12.1                 | 12.8                 | 11.9                 | 8.3                  | 7.9                  | 7.5                  | 8.6                  | 12.3                 | 14.5                 | 133.2                |
| 平均降雪日数                                                     | 10.2                 | 8.3                  | 6.2                  | 1.5                  | 0.0                  | 0.0                  | 0.0                  | 0.0                  | 0.0                  | 0.5                  | 3.4                  | 8.1                  | 38.2                 |
| % 湿度                                                           | 83                   | 77                   | 70                   | 65                   | 67                   | 67                   | 63                   | 62                   | 68                   | 74                   | 80                   | 83                   | 71                   |
| 平均月間日照時間                                                 | 70.8                 | 96.0                 | 143.0                | 184.0                | 227.9                | 246.3                | 299.3                | 289.6                | 225.8                | 173.5                | 96.9                 | 70.2                 | 2,123.3              |
| 出典：Republic Hydrometeorological Service of Serbia (1961–1990) |                      |                      |                      |                      |                      |                      |                      |                      |                      |                      |                      |                      |                      |

## 文化
- プリシュティナ大学

## 観光
- コソボ博物館 - オスマン帝国コソボ州の行政府が置かれたオーストリア＝ハンガリー様式の建築。
- グラチャニツァ修道院 - 14世紀前半に建設された。
- 安倍晋三公園 - 日本の内閣総理大臣・安倍晋三を記念した公園。

## スポーツ
バスケットボールが盛んである。サッカーではFCプリシュティナというクラブチームがある。ハンドボールの人気も高く、この3つが主な人気スポーツである。

## 交通
- プリシュティナ国際空港

スラティナ空軍基地にあるコソボ唯一の民間空港。プリシュティナの南西15キロメートルに位置する。

## 姉妹都市
- ティラナ（アルバニア共和国）
- ドゥラス（アルバニア共和国）
- アンカラ（トルコ共和国）
- カラチ（パキスタン・イスラム共和国）
- クウェートシティ（クウェート国 アースィマ県）